# Mega Man: Powered Up

Mega Man: Powered Up é um jogo lançado da série de jogos Mega Man, sendo lançado para PlayStation Portable em 2006.
Mega Man: Powered Up é uma remake feita do jogo lançado para plataforma Nintendo Entertainment System em 1987, Mega Man.
O novo jogo apresenta várias melhorias nos gráficos, tendo também várias modificações na jogabilidade: fraqueza dos robot masters trocadas, acrescentamento de mais dois Robots Masters, o Chalenger Mode (que inclui cada Robot Master, incluindo Mega Man, a passar por 10 desafios cada um), a nova novidade do jogar poder controlar Roll, Proto Man, Copy Robot e os outros 8 Robots Masters, o fato do jogador poder selecionar os modos de jogabilidade (Easy, Normal e Hard), e de o jogador também poder escolher se quer jogar a velha forma (Mega Man original) ou a nova forma (Remake), e também pela primeira vez na série, o jogador pode criar uma fase no Edit Mode.

## História
No ano 20xx, com os avanços da tecnologia, o doutor Thomas Light criou dez robôs para ajudar a humanidade:
Cut Man, criado para ser lenhador;
Guts Man, criado para ser operário;
Ice Man, criado para trabalhar em áreas muito frias;
Bomb Man, criado para demolir construções;
Fire Man, criado para trabalhar em áreas muito quentes;
Elec Man, criado para operar usinas elétricas;
Oil Man, criado para procurar petróleo;
Time Man, criado para consertar relógios;
Roll, criada para ser empregada doméstica;
e Mega, criado por Dr. Light para ser ajudante de laboratório.
Porém, o Dr. Alberty W. Wily, roubou oito dos dez robôs, e os reprogamou para servir as suas ordens.
Então Mega, um dos dois robôs que sobraram, pede para que Dr. Light o modifique para que ele se torne um robô de guerra para deter seus irmãos e os planos de Dr. Wily.

## Robots Masters
| #       | Nome       | Arma           | Fraqueza       |
| ------- | ---------- | -------------- | -------------- |
| DLN-003 | Cut Man    | Rolling Cutter | Super Arm      |
| DLN-004 | Guts Man   | Super Arm      | Time Slow      |
| DLN-005 | Ice Man    | Ice Slasher    | Hyper Bomb     |
| DLN-006 | Bomb Man   | Hyper Bomb     | Rolling Cutter |
| DLN-007 | Fire Man   | Fire Storm     | Ice Slasher    |
| DLN-008 | Elec Man   | Thunder Beam   | Oil Slide      |
| DLN-00B | Oil Man    | Oil Slide      | Fire Storm     |
| DLN-00A | Time Man   | Time Slow      | Thunder Beam   |
| ???-??? | Mega Man?* | Mega Buster    | Qualquer arma  |

- Obs: Se um Robot Master for controlado, na tela de seleção, o seu estágio terá o seu chefe substituído por Mega Man?. (Ex: Se  o jogador estiver controlando Guts Man, e selecionar o estágio do mesmo, o chefe do estágio não será Guts Man e sim Mega Man?)

## Personagens jogáveis
- DLN 001 Mega Man: Personagem principal da série, com o nome original Mega, que se transformou de um robô ajudante de laboratório em um robô de guerras para frustrar os planos de Dr. Wily. A sua arma é o Mega Buster, que pode ser carregada até com o triplo de potência, para que ele possa derrotar seu inimigos. Mega Man também pode deslisar no chão (Slide) para poder passar em lugares de difícil acesso.
- DLN 000 Proto Man: Originalmente, Proto Man não faz parte do enredo deste jogo, porém, no conteúdo baixável, Proto Man pode ser abilitado. Proto Man tem como arma o Proto Strike que é muito similar à Mega Buster. Proto Man é o primeiro robô criado pelo brilhante cientista Dr. Thomas Light e é o protótipo dos Robot Masters, Proto Man foi projetado para ser um robô de combate avançado criado por Dr. Light como parte de um contrato militar. Os militares viram potencial na obra de Dr. Light, e eles decidiram continuar a financiar suas pesquisas, pedindo-lhe para criar um modelo mais simples que requeria menos energia e que possuíssem apenas comandos simples de batalha, não inteligência real. Isto leva à criação da série Sniper Joes. O projeto de Proto Man se tornou a base da série de robôs militares Sniper Joe. Em Mega Man Powered Up, é revelado que Proto Man despreza estes robôs devido a isso. Proto Man também possuí o Proto Shield, que é um escudo que o protege de projéteis lançados contra ele.
- DLN 002 Roll: Pela primeira vez na série, Roll pode ser jogável. Roll tem vários estilos de se jogar, com roupas e armas diferentes:
  - Roll: É a Roll no seu jeito normal de ser, vestida de empregada doméstica, que usa uma vassoura para se defender.
  - Sports Roll: É Roll vestida no estilo esportivo, usando uma bandeira para se defender.
  - Knight Roll: Esta é Roll vestindo uma armadura de cavaleiro medieval, usando uma lança para se defender.
  - Rainy Day Roll: Esta é Roll se vestindo em um dia chuvoso, que usa um guarda-chuva para se defender.
  - Straw Roll: Esta é Roll vestida de caçadora de borboletas, que usa uma rede de pegar borboletas para se defender.
  - Vacation Roll: Esta é Roll vestida de biquini. Ela usa um guarda-sol para se defender.
  - Summer Roll: É Roll vestida de coelho, que usa uma marreta para se defender.
  - Halloween Roll: É Roll vestida de bruxa, usando uma vassoura para se defender.
  - Alley Cat Roll: É Roll vestida de gato, usando um peixe para se defender.
  - Roll Claus: É Roll vestida de Papai Noel, que usa uma vareta doce para se defender.
  - Valentine Roll: É Roll no dia dos namorados, usando uma caixa de bombons para se defender.
  - Ninja Roll: É Roll vestida de ninja, usando uma Katana para se defender.
- DLN 003 Cut Man: Foi o quarto robô a ser criado pelo brilhante cientista Dr. Thomas Light. Pela primeira vez na série, o jogador pode controlar um dos oito Robots Masters*. A arma de Cut Man é a Rolling Cutter, que ao ser lançada, tem a mesma habilidade de um bumrangue; Cut Man também pode pular de parede em parede com sua agilidade.
- DLN 004 Guts Man: Foi o quinto robô criado pelo Dr. Light, criado para trabalhar em obras de construção. Guts Man é muito forte, lento e pesado, o que da a habilidade de jogar grandes rochas no inimigo usando a Super Arm e de quebrar pequenas rochas se cair em cima delas. Guts Man sempre usa um capacete de obras, igual Mettaur ou de um Picket Man.
- DLN 005 Ice Man: Sexto robô criado pelo Dr. Light, que tem a habilidade de usar a Ice Slasher, que são bolas de gelo, que congela inimigos, podendo até usar-los de plataforma.
- DLN 006 Bomb Man: Sétimo robô criado pelo Dr. Light, que pode jogar várias bombas perigosas e muito explosivas, usando a sua arma, a Hyper Bomb.
- DLN 007 Fire Man: Oitavo robô criado pelo Dr. Light, que tem como arma a Fire Storm, que o dá a habilidade de lançar rajadas de fogo no inimigo, e em volta de si mesmo. Fire Man pode derreter plataformas de gelo se pular em sobre elas com o seu calor.
- DLN 008 Elec Man: Sendo o nono robô criado por Light, pode usar a Thunder Beam, e lançar três rajadas elétricas em três direções diferentes ao mesmo tempo. A Thunder Beam pode ligar plataformas elétricas que estão desativadas e fazê-las se mover para ajudá-lo a passar por abismos.
- DLN 00B Oil Man: Não se sabe se este robô foi o décimo ou décimo-primeiro robô a ser criado por Dr. Light. Oil Man possui como arma a Oil Slide, que dá habilidade de Oil Man lançar uma gota de óleo que ao Oil Man pular em cima desta, ele irá deslisar pelo chão. A Oil Slide pode flutuar na água.
- DLN 00A Time Man: Este robô criado por Dr. Light pode atirar ponteiros de relógios no inimigo na direção que quiser e deixar o tempo mais lento usando a Time Slow.
- Copy Robot: Este robô foi criado pelo Dr. Wily, numa tentativa frustrada de copiar Mega Man. Copy Robot tem as mesmas habilidades de Mega Man.

- Obs: Se um Robot Master for controlado, o enredo da história mudará.